# Città di Caltanissetta 2011
Il Città di Caltanissetta 2011 è stato un torneo professionistico di tennis maschile giocato sulla terra rossa. È stata la 13ª edizione del torneo, che fa parte dell'ATP Challenger Tour nell'ambito dell'ATP Challenger Tour 2011. Si è giocato a Caltanissetta in Italia dal 21 al 27 marzo 2011.

## Partecipanti

### Teste di serie
| Nazionalità | Giocatore             | Ranking* | Testa di serie |
| ----------- | --------------------- | -------- | -------------- |
| Italia      | Filippo Volandri      | 79       | 1              |
| Germania    | Denis Gremelmayr      | 107      | 2              |
| Austria     | Andreas Haider-Maurer | 115      | 3              |
| Francia     | Benoît Paire          | 117      | 4              |
| Germania    | Simon Greul           | 123      | 5              |
| Italia      | Alessio di Mauro      | 147      | 6              |
| Germania    | Bastian Knittel       | 159      | 7              |
| Francia     | David Guez            | 166      | 8              |

- Ranking al 7 marzo 2011.

### Altri partecipanti
Giocatori che hanno ricevuto una wild card:
- Daniele Bracciali
- Francesco Aldi
- Stefano Galvani
- Daniele Giorgini

Giocatori che sono passati dalle qualificazioni:
- Enrico Burzi
- Aljaž Bedene
- Filippo Leonardi
- Antal van der Duim

## Campioni

### Singolare
Andreas Haider-Maurer ha battuto in finale  Matteo Viola con il punteggio di 6–1, 7–6(1)

### Doppio
Daniele Bracciali /  Simone Vagnozzi hanno battuto in finale  Daniele Giorgini /  Adrian Ungur con il punteggio di 3–6, 7–6(2), [10–7]